# Eugenio Szabados
Eugenio Szabados (Ungheria, 3 luglio 1898 – Venezia, 6 marzo 1974) è stato uno scacchista italiano, di professione armatore, che raggiunse il grado di Maestro Internazionale.

## Biografia
Nato in Ungheria, si trasferì in giovane età a Torino, dove vinse nel 1921 il campionato della "Società Scacchistica Torinese". Nello stesso anno partecipò al torneo principale di Viareggio, dove giunse 5º alla pari con Giuseppe Padulli e Giuseppe Stalda.
Stabilitosi a Venezia, intraprese l'attività di armatore, conseguendo una posizione preminente nel settore armatoriale italiano. Nel 1928 prese parte al torneo principale di Venezia, classificandosi 5º alla pari con Napolitano e Simoni. Nel 1930 si classificò 2º dietro Jacques Mieses (che batté nell'incontro diretto) in un torneo a cinque giocatori.
Nel 1947 partecipò al torneo internazionale di Venezia, vinto da Tartakower, realizzando il 27% dei punti.
Fu per molti anni presidente del "Circolo Scacchistico Carlo Salvioli" di Venezia. Nel 1948 un gruppo di amici veneziani gli dedicò il libro Omaggio a Szabados (Venezia, Turcato).
Organizzatore e mecenate degli scacchi, fu presidente della Federazione Scacchistica Italiana dal 1950 al 1958.
Nel 1951 gli fu assegnato il titolo di Maestro Internazionale.
Ricco imprenditore in grado di parlare ben 10 lingue diverse, nel 1956 la crisi di Suez provocò il crollo delle sue attività facendogli perdere tutta la flotta e riducendolo in povertà.